# Osmia iridis
Osmia iridis är en biart som beskrevs av cockerell, Stephen J. Titus och > 1902. Osmia iridis ingår i släktet murarbin, och familjen buksamlarbin. Inga underarter finns listade i Catalogue of Life.